# Lagier
Lagier (niem. Lager – obóz) – obóz jeniecki, obóz pracy, obóz koncentracyjny, a także ośrodek zagłady (termin nie jest stosowany jednoznacznie) zorganizowany przez aparat państwowy III Rzeszy na terytorium Niemiec lub ziemiach okupowanych przez III Rzeszę w czasie II wojny światowej. Termin zaistniał w latach 80. XX wieku, w celu odróżnienia od obozów koncentracyjnych i pracy przymusowej w RFSRR i ZSRR – łagrów (od 1928 zorganizowanych w systemie Gułagu).